# Nu Hydrae
Nu Hydrae ( Hydrae) é uma estrela na direção da constelação de Hydra. Possui uma ascensão reta de 10h 49m 37.43s e uma declinação de −16° 11′ 38.9″. Sua magnitude aparente é igual a 3.11. Considerando sua distância de 138 anos-luz em relação à Terra, sua magnitude absoluta é igual a −0.03. Pertence à classe espectral K0/K1III.